# Bernhardaapje
Het bernhardaapje (Plecturocebus bernhardi) is een zoogdier uit de familie van de sakiachtigen (Pitheciidae). De wetenschappelijke naam van de soort werd voor het eerst geldig gepubliceerd door van Roosmalen et al. in 2002.

## Kenmerken
De kop en ledematen van deze soort zijn grijsachtig zwart, op de rug meer roodbruinachtig. Het voorhoofd is iets lichter. De oren zijn zwart met witte borstels. De onderkant van het lichaam is donkeroranje. De staart is zwart op een wit “penseel” na.

## Verspreiding
Deze soort komt voor tussen de Rio Madeira-Rio Jí-Rio Paraná- en de Rio Aripuanã-Rio Roosevelt-systemen, in de Braziliaanse staten Amazonas en Rondônia, in dezelfde regio waar Callibella voorkomt.

## Naamgeving
De soort is genoemd naar wijlen Zijne Koninklijke Hoogheid Prins Bernhard van de Nederlanden, die volgens de beschrijvers van deze soort een halve eeuw lang een wereldleider is geweest in de natuurbescherming.